# Enrico di Schweinfurt
Enrico di Schweinfurt (de Suinvorde) (950 – 18 settembre 1017) fu margravio di Nordgau dal 994 al 1004. Fu chiamato la "onore dei Franchi Orientali" da suo cugino, il cronista Tietmaro di Merseburgo.

## Biografia
Enrico era il figlio di Bertoldo ed Eilika (Eiliswintha o Eila) di Walbeck, figlia di Lotario II di Walbeck. Era quindi un membro della dinastia Schweinfurt. Gli ascendenti e la parentela di suo padre non è nota con certezza, ma potrebbe essere stato un figlio di Arnolfo di Baviera. Enrico era in ogni casi bavarese, chiunque fosse suo nonno.
Enrico ebbe una serie di comitati dopo la morte di suo padre nel 980. Fu nominato marchio, come suo padre, del Nordgau bavarese nel 994. Nello stesso anno venne coinvolto in una disputa con  il vescovo di Würzburg Bernvardo di Rothenburg: Enrico aveva catturato uno dei cui cavalieri del vescovo e ed Enrico, data la sua insolenza, lo aveva accecato nei pressi di Lindenloh. Il re venne informato dal vescovo dell'accaduto e il margravio venne esiliato, poi richiamato indietro e riconciliato con il vescovo. Nel torneo che seguì, dopo una messa in onore di san Chiliano, Leopoldo I di Babenberg venne ferito a morte, morendo due giorni dopo, il 10 luglio.
Nel 1003 si ribellò a Enrico II di Germania sostenendo che gli era stato promesso il ducato di Baviera in cambio del suo sostegno. Il re sostenne che i bavaresi avevano il diritto di eleggere il proprio duca. Enrico si alleò con Boleslao I di Polonia e Boleslao III di Boemia ed ebbe l'appoggio dello stesso fratello del sovrano, Bruno, vescovo di Augusta. Tuttavia la sua ribellione venne soppressa e fu per poco tempo imprigionato. Il re istituì la diocesi di Bamberga per prevenire ulteriori insurrezioni nella regione. La nuova diocesi assunse l'autorità secolare del margravio nella regione del Nordgau bavarese.
Infine per pressione di Bernardo I, duca di Sassonia e Tagino, arcivescovo di Magdeburgo, Enrico e il re si riconciliarono nel 1004. Enrico di Schweinfurt ottenne successivamente nuovi e vecchi comitati prima della sua morte nel 1017. Fu sepolto a Schweinfurt.

## Famiglia e figli
Enrico sposò Gerberga di Gleiberg, figlia di Eriberto di Wetterau. Ebbero tre figli e due figlie:
- Ottone di Schweinfurt, duca di Svevia come Ottone III dal 1048 alla morte;
- Eilika o Eilica, che sposò Bernardo II, duca di Sassonia;
- Giuditta di Schweinfurt († 2 agosto 1058), che sposò Bretislao I, duca di Boemia;
- Burcardo I, vescovo di Halberstadt, cancelliere dell'imperatore Corrado II;
- Enrico, conte nel Nordgau.

## Ascendenza
|                         |                       |                      | Genitori          |  |  | Nonni |  |  | Bisnonni |  |
|                         |                       |                      |                   |  |  | …     |  |  | …        |  |
|                         |                       |                      |                   |  |  | …     |  |  | …        |  |
|                         |                       | …                    |                   |  |  | …     |  |  |          |  |
| Bertoldo di Schweinfurt |                       |                      |                   |  |  | …     |  |  |          |  |
|                         |                       | …                    | …                 |  |  |       |  |  |          |  |
|                         |                       | …                    | …                 |  |  |       |  |  |          |  |
|                         |                       | …                    | …                 |  |  |       |  |  |          |  |
| Enrico di Schweinfurt   |                       | …                    |                   |  |  |       |  |  |          |  |
|                         | Lotario II di Walbeck | Lotario I di Walbeck |                   |  |  |       |  |  |          |  |
|                         | Lotario II di Walbeck | Lotario I di Walbeck |                   |  |  |       |  |  |          |  |
|                         | Lotario II di Walbeck | …                    |                   |  |  |       |  |  |          |  |
| Eilika di Walbeck       | Lotario II di Walbeck |                      |                   |  |  |       |  |  |          |  |
|                         |                       | Matilde di Arneburg  | Bruno di Arneburg |  |  |       |  |  |          |  |
|                         |                       | Matilde di Arneburg  | Bruno di Arneburg |  |  |       |  |  |          |  |
|                         |                       | Matilde di Arneburg  | Frideruna         |  |  |       |  |  |          |  |
|                         |                       | Matilde di Arneburg  |                   |  |  |       |  |  |          |  |